# Bell AH-1Z Viper
Bell AH-1Z Viper je americký dvoumotorový bitevní vrtulník, který byl vyvinut na bázi stroje AH-1W SuperCobra. Zkonstruován byl hlavně pro potřeby americké námořní pěchoty, která ho zařadila do služby v roce 2010, ale později si našel zákazníky i na zahraničním trhu.

## Konstrukce

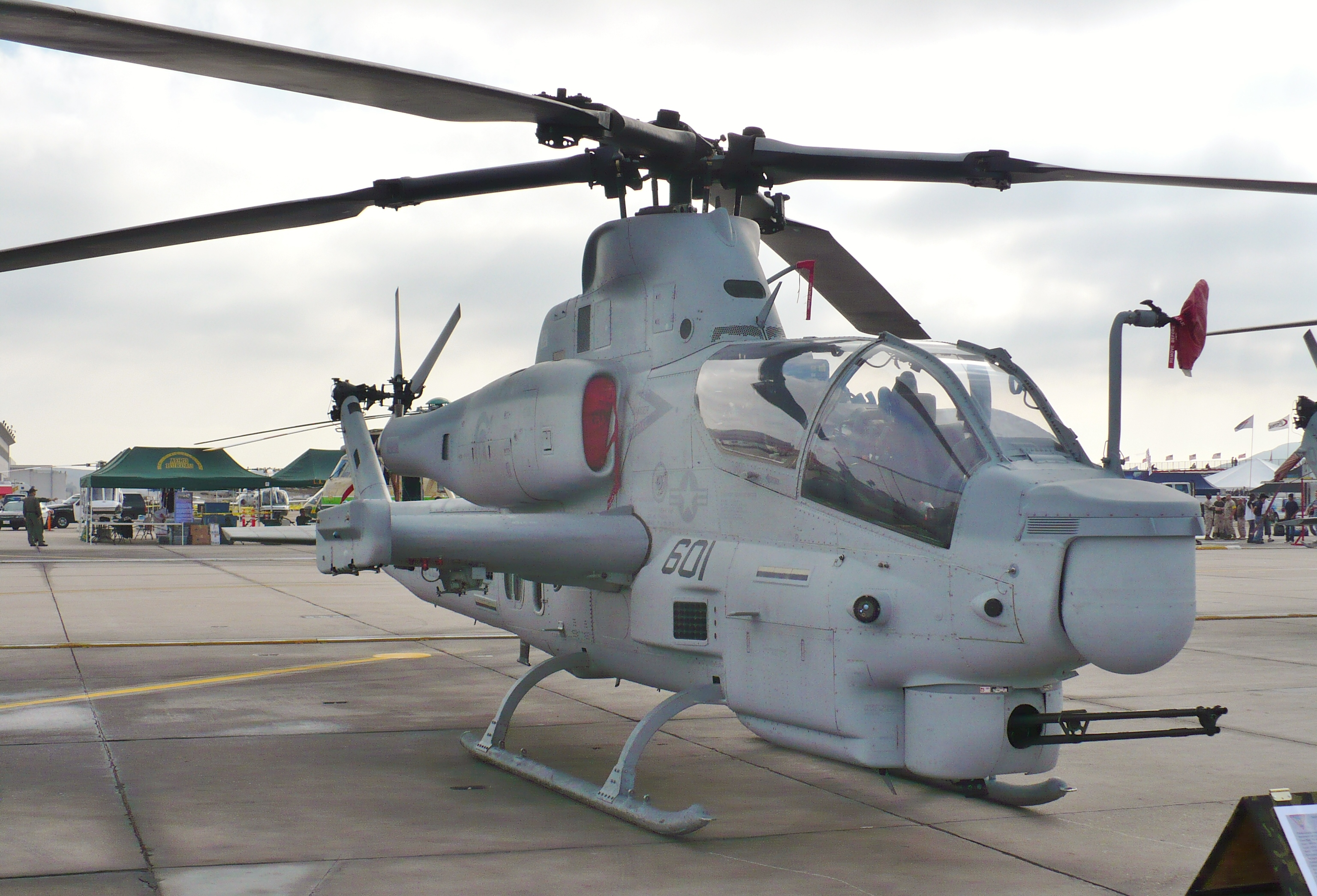
Statická ukázka AH-1Z Viper na letecké show Miramar v roce 2008

Hlavní rotor vrtulníku je čtyřlistý a vyrobený z kompozitních materiálů. Pohání ho dvojice turbohřídelových motorů T700-GE-401C, z nichž každý má výkon 1 800 koní. Vrtulník dosahuje maximální rychlosti 370 km/h a s externími palivovými nádržemi doletí až 685 km. Maximální dostup stroje je více než 6 000 m a rychlost stoupání dosahuje 14 m/s.
Kokpit dvoučlenné posádky má tandemové uspořádání, přičemž vrtulník může být pilotovaný z předního i zadního stanoviště. Všechny relevantní parametry mise jsou zobrazeny prostřednictvím barevných displejů. Digitální 3D mapa umožňuje posádce lepší navigaci. Jedním z klíčových vylepšení, kterým se Viper odlišuje od předchůdců z rodiny vrtulníků Cobra, je přilbový zaměřovač Top Owl od společnosti THALES. Tyto helmy zobrazují pilotům informace o misi, letové údaje a jsou propojeny s palubními zbraňovými systémy, kterým dodávají souřadnice cíle.
Základní výzbroj vrtulníku tvoří tříhlavňový rotační kanón M197 ráže 20 mm s palebným průměrem 750 nábojů. Na konce křídel AH-1Z lze umístit dvojici raket vzduch-vzduch AIM-9 Sidewinder. Na čtyřech závěsných bodech pod křídly mohou být neseny bloky neřízených raket vzduch-zem Hydra 70 ráže 70 mm, řízené rakety vzduch-zem AGM-114 Hellfire nebo zápalné pumy Mk 77.
Jedním z nejdůležitějších prvků avioniky AH-1Z je Target Sight System (TSS), který obsahuje senzor infračerveného zobrazování (FLIR) třetí generace. Ze všech vrtulníkových avionických systémů světa TSS údajně poskytuje nejdelší dosah, nejmenší chvění a nejvyšší přesnost zbraní. Vrtulník však může být vybaven i dalším senzorem, kterým je radiolokátor AN/APG-78 Longbow.
AH-1Z Viper sdílí až 84 % svých součástek (včetně avioniky) s užitkovým vrtulníkem UH-1Y Venom, který je také ve službě u námořní pěchoty, což významně snižuje náklady na údržbu.

## Uživatelé
Bahrajn
- Bahrajnské královské letectvo v listopadu 2018 objednalo 12 vrtulníků v hodnotě 912 milionů dolarů a plánuje k vrtulníkům objednat i výzbroj v podobě řízených střel AGM-114 Hellfire.[3] Dodávka prvních šesti kusů byla realizována v roce 2022.[4]

 Česko

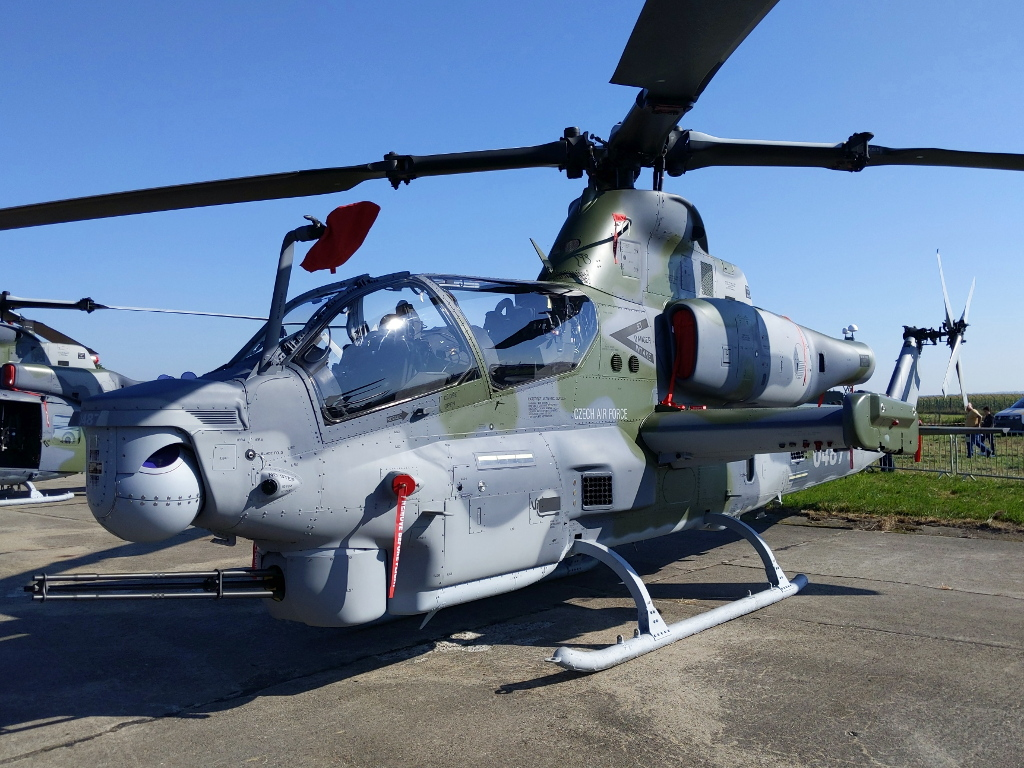
AH-1Z v barvách Vzdušných sil AČR na Dnech NATO v Ostravě, 2023

- V srpnu roku 2019 se na stránkách ministerstva obrany ČR objevila zpráva, že dojde k zakoupení 4 kusů Bell AH-1Z Viper (společně s 8 kusy Bell UH-1Y Venom) pro Vzdušné síly Armády České republiky. Smlouva by měla být podepsána v průběhu roku 2019 a dodávky by měly začít v roce 2023.[5]
- 18. 8. 2022 oznámila ministryně obrany Jana Černochová, že USA převedou dalších 6 ks AH-1Z (spolu s dalšími 2 UH-1Y) Česku bezplatně (česká strana má platit pouze modernizaci a transfer).[6] První dva kusy byly na základnu Náměšť nad Oslavou dopraveny 26. července 2023.[7]

 Spojené státy americké
- Námořní pěchota - v roce 2010 objednala 189 vrtulníků AH-1Z, přičemž 131 z nich vznikne modernizací starších strojů AH-1W SuperCobra a 58 bude nových. K srpnu 2018 měla námořní pěchota 86 vrtulníků AH-1Z a dalších 103 má být ještě dodáno.[8]

### Potenciální uživatelé
Nigérie
- Nigerijské letectvo - v dubnu 2022 schválilo americké ministerstvo zahraničí možný prodej 12 strojů do Nigérie.[9] V únoru 2024 byl prodej schválen i americkým ministerstvem obrany.[10]

 Pákistán
- Pákistánské armádní letectvo - dodávka objednaných vrtulníků byla přerušena z důvodu politické situace v Pákistánu

 Slovensko
- V březnu 2023 oznámil slovenský ministr obrany Jaroslav Naď, že Slovensko dostane významnou slevu na nákup 12ks těchto vrtulníků jako kompenzaci za přesun 13 letounů MiG-29 na Ukrajinu, částečně se má také jednat o kompenzaci za zpoždění dodávek stíhacích letounů F-16 od USA.[11][12][13]

## Specifikace

Třípohledový nákres

### Technické údaje
- Posádka: 2
- Délka trupu: 17,8 m
- Průměr nosného rotoru: 14,6 m
- Výška: 4,37 m
- Kapacita paliva: 1561 litrů
- Užitečné zatížení: 2 620 kg
- Max. vzletová hmotnost: 8 390 kg
- Pohonná jednotka: 2x turbohřídelový motor T700-GE-401C
- Výkon pohonné jednotky: 1 800 koní

### Výkony
- Maximální rychlost: 370 km/h
- Cestovní rychlost: 257 km/h
- Dolet: 685 km s externími palivovými nádržemi
- Akční rádius: 242 km
- Praktický dostup: více než 6 000 m
- Maximální přetížení: -0,5 / + 2,5 g[14]

### Výzbroj
- 1 x automatický kanón M197 ráže 20 mm s palebným průměrem 750 nábojů
- 6 závěsníků
  - Rakety vzduch-vzduch AIM-9 Sidewinder
  - 76x neřízené rakety vzduch-země Hydra 70 ráže 70 mm
  - 28x raket se soupravou APKWS (laserové navádění)[15]
  - 16x řízené protitankové rakety AGM-114A / B / C
  - 16x řízené protilodní rakety AGM-114F
  - Zápalné pumy Mk 77[16]